# Solid Steel
 (mai 2015).
Si vous disposez d'ouvrages ou d'articles de référence ou si vous connaissez des sites web de qualité traitant du thème abordé ici, merci de compléter l'article en donnant les références utiles à sa vérifiabilité et en les liant à la section « Notes et références ».

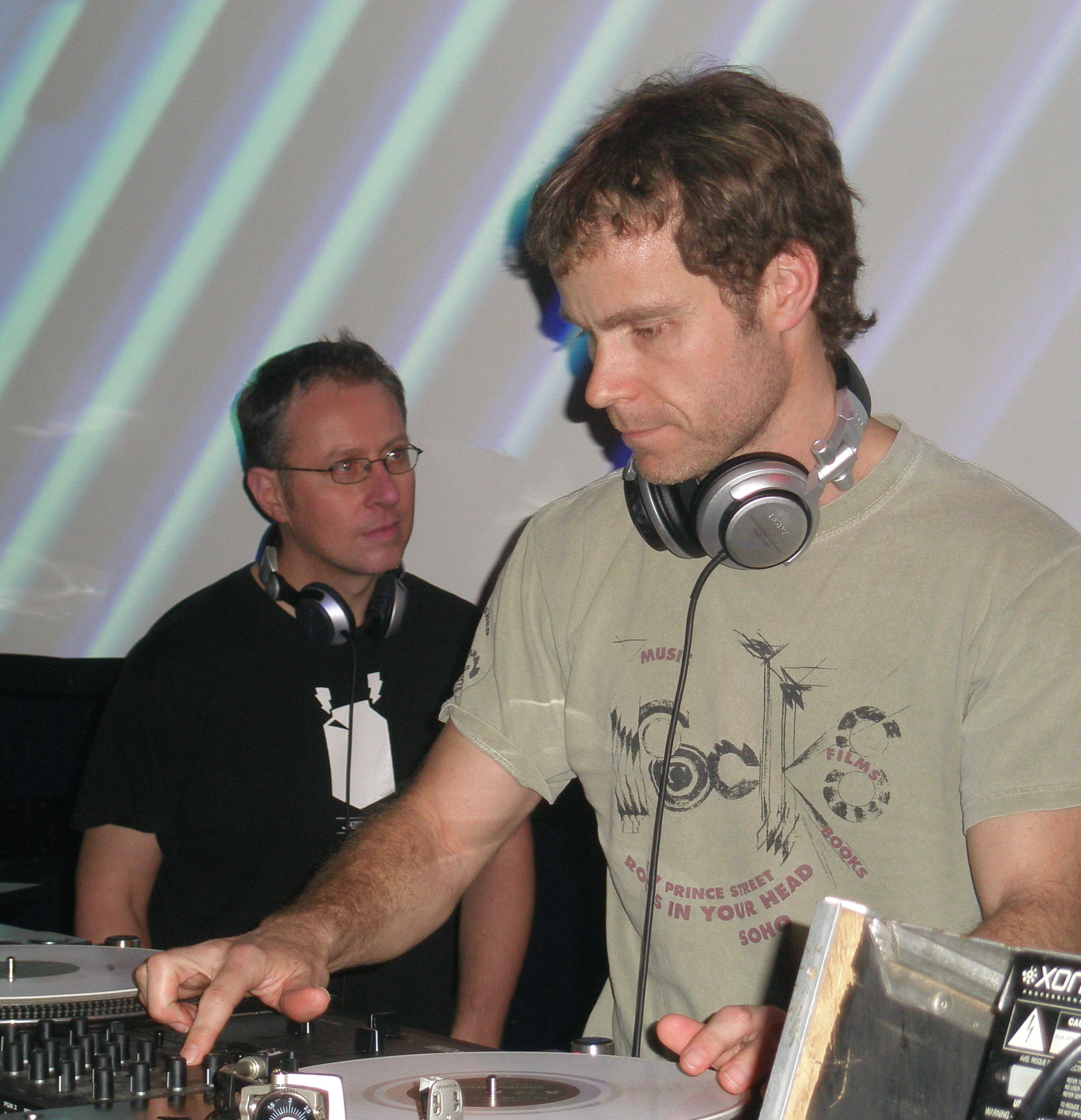
Solid Steel est comme l'image le dit un DJ

Solid Steel est une collection de mix de DJ issue du label indépendant anglais Ninja Tune. C'est aussi une émission de radio.

## Historique
En 1988, l'émission de radio Solid Steel est diffusé sur Kiss FM, une radio londonienne. Elle est animée, deux heures par semaine, par Matt Black et Jonathan More, les deux DJs de Coldcut. En 1993, ils sont rejoints par Paul Carpenter et Strictly Kev de DJ Food. Darren Knott, alias DK, les rejoint en 1997 comme producteur. Ils quittent par la suite Kiss FM pour la station London Live.
En 2001, DJ Food et DK sortent la première compilation Solid Steel, Now, Listen!.

## Discographie
- DJ Food & DK - Now, Listen! (Ninja Tune, ZENCD 055) (2001)
- Hexstatic - Listen and Learn (Ninja Tune, ZENCD 075) (2003)
- The Herbaliser - Herbal Blend (Ninja Tune, ZENCD 083) (2003)
- Amon Tobin - Recorded Live (Ninja Tune, ZENCD 090) (2004)
- Mr. Scruff - Keep It Solid Steel (Ninja Tune, ZENCD 084) (2004)
- DJ Kentaro - On The Wheels Of Solid Steel (Ninja Tune, ZENCD 109) (2005)
- Bonobo - It Came From The Sea (Ninja Tune, ZENCD 107) (2005)
- DJ Food & DK - Now, Listen Again! (Ninja Tune, ZENCD 123) (2007)
- Solid Steel 1988-2008 : 20 Years Of The Broadest Beats (Ninja Tune) (2008)

### Radios diffusantSolid Steel
- FSK Hamburg - Allemagne
- Radio National - Australie
- FM4 - Autriche
- Radio Campus - France
- 95bfm - Nouvelle-Zélande
- Juice 107.2 - Royaume-Uni
- Radio B92 - Serbie
- Radio 3 Fach - Suisse

### Séries similaires
- Back to Mine
- DJ-Kicks
- Fabric
- Fabric live
- Late Night Tales